# Medal „Za wybitność w ochronie granic państwowych”
Medal „Za wybitność w ochronie granic państwowych” (biał. Мэдаль «За адзнаку ў ахове дзяржаўнай гранiцы», ros. Медаль «За отличие в охране государственной границы») – białoruskie odznaczenie państwowe.

## Historia
Odznaczenie zostało ustanowione ustawą Rady Najwyższej Republiki Białoruskiej nr 3726 - XII z dnia 13 kwietnia 1995 roku art. 9 pkt. 1. Ustawa ta określała, że medal ten jest nadawany osobom za zasługi w ochronie granicy państwowej.
W dniu 6 września 1999 roku dekretem Prezydenta Białorusi nr 516 określono jego wygląd, a w dniu 18 maja 2004 r. Ustawą Prezydenta Białorusi nr 288-3 uchylono ustawę z 1995 roku, zachowując na podstawie art. 4 to odznaczenie, a w art. 17 ustalono za jakie zasługi jest nadawany.
Pierwsze nadanie miało miejsce w 28 maja 1998 roku, gdy odznaczono tym medalem sześciu żołnierzy wojsk pogranicznych.

### Zasady nadawania
Medal tym zgodnie z art. 17 nadawany jest żołnierzom wojsk pogranicznych, a także innym żołnierzom i osobom za:
- za odwagę i bezinteresowność przy zatrzymaniu osób nielegalnie przekraczających granice
- za wybitne zasługi przy ochronie granicy państwowej
- za umiejętne dowodzenie oddziałami wojsk pogranicznych i skuteczną ochronę granicy państwowej
- za działalność podnoszącą bezpieczeństwo granic, a zwłaszcza zapobieganie nielegalnym przekroczeniom granicy
- za aktywną pomoc udzielaną wojskom pogranicznym w ochronie granicy państwowej.

Odznaczenie jest nadawane przez Prezydenta Białorusi.
Do chwili obecnej odznaczeniem tym wyróżniono 121 osób.

### Opis odznaki
Odznaka odznaczenia jest wykonana ze tombaku i posrebrzana. Odznakę medalu krążek o średnicy 33 mm, na którego awersie znajdują się w rysunek przedstawiający żołnierza wojsk pogranicznych, a za nim słup graniczny z herbem Białorusi. W górnej części wzdłuż krawędzi napis w języku białoruskim За адзнаку ў ахове дзяржаўнай гранiцы (pol. Za zasługi w ochronie granicy państwowej). Na rewersie odznaki w centralnej części jest pięcioramienna gwiazda otoczona wieńcem liści laurowych.
Medal był noszony na metalowej pięciokątnej baretce obciągniętej wstążką koloru jasnozielonego, po bokach wąskie paski koloru jasnoczerwonego, wąski pasek jasnozielony, szerszy jasnoczerwony i znowu szeroki pasek jasnozielony.